# Gongylonema
Gongylonema ist eine Gattung der Rollschwänze mit 38 Arten. Sie ist die einzige Gattung innerhalb der Gongylonematinae, diese wiederum die einzige Unterfamilie der Gongylonematidae. Sie sind Parasiten im vorderen Verdauungstrakt bei Vögeln und Säugetieren. Gongylonema pulchrum, eigentlich ein Parasit bei Wiederkäuern, kann auch die Mundhöhle und die Speiseröhre des Menschen befallen.

## Merkmale
Der Körper ist, im Gegensatz zu allen anderen Spiruroidea, mit große warzenartige Verdickungen besetzt, vor allem im vorderen Körperbereich. Lippen oder Pseudolippen sind nicht ausgebildet. Die Mundöffnung ist achteckig, mit medialen Lappen, die mit kleinen rücken- und bauchseitigen Erhöhungen korrespondieren.

## Systematik
Die Gattung enthält folgende Arten:
- Gongylonema aegypti Ashour & Lewis, 1986
- Gongylonema aequispicularis Kadenazii, 1957
- Gongylonema alecturae Johnston & Mawson, 1942
- Gongylonema baylisi Freitas & Lent, 1937
- Gongylonema beveridgei Mawson, 1971
- Gongylonema brevispiculum Seurat, 1914
- Gongylonema caucasica Kurashvili, 1941
- Gongylonema confusum Sonsino, 1896
- Gongylonema congolense Fain, 1955
- Gongylonema dipodomysi Kruidenier & Peebles, 1958
- Gongylonema dupuisi Quentin, 1965
- Gongylonema fotedari Gupta & Trivedi, 1986
- Gongylonema graberi Barre, 1980
- Gongylonema ingluvicola Ransom, 1904
- Gongylonema longispiculum Schulz, 1927
- Gongylonema macrogubernaculum Lubimov, 1931
- Gongylonema madeleinensis Diouf, Tidiane-Ba, Marchand & Vassiliades, 1997
- Gongylonema mesasiatica Sultanov, 1961
- Gongylonema metopidiusi Gupta & Kumar, 1977
- Gongylonema mexicanum Caballero & Zerecero, 1944
- Gongylonema minimum Molin, 1857
- Gongylonema monnigi Baylis, 1926
- Gongylonema mucronatum Seurat, 1916
- Gongylonema musculi Rudolphi, 1819
- Gongylonema neoplasticum Fibiger & Ditlevsen, 1914
- Gongylonema pacoi Hernandez & Gutierrez, 1992
- Gongylonema pithyusensis Mas-Coma, 1977
- Gongylonema problematicum Schulz, 1924
- Gongylonema pulchrum Molin, 1857
- Gongylonema rodhaini Fain, 1948
- Gongylonema soricis Fain, 1955
- Gongylonema spalacis Schulz, 1927
- Gongylonema verrucosum Giles, 1892

Synonyme sind Gonglyonema, Gongylomene Vaullegeard, 1901, Gongylonemoides Freitas & Lent, 1937, Misonunus Petrov, 1910, Myzomimus Stiles, 1892 und Progongylonema Hernandez-Rodriguez & Gutierrez-Palomi, 1992.